# ME AND MY GIRL (뮤지컬)
Me And My Girl은 1930년대의 런던을 배경으로 한 뮤지컬 작품이다.

## 개요
런던의 상업지역 람베스에서 자란 명문 귀족의 사생아 빌이 후계자로써 한 사람의 신사가 된다. 그리고 그와 같은 람베스의 연인 샐리는 빌의 백모인 마리아에게서 상업지역 출신인 것과 예의범절을 모르는것 등의 이유로 인정받지 못하는 것과, 어엿한 신사가 되어가고 있는 빌을 보며 샐리 본인도 「자신은 어울리지 않는다」고 생각하여 람베스로 돌아가버린다. 그 때 빌의 백부인 존 경이 샐리도 어엿한 레이디로 만들어 마리아에게 인정을 받아 빌과 샐리가 저택에서 함께 살 수 있게 되었다는 이야기이다. 영국의 뮤직 홀의 음악을 베이스로 한 템포 빠른 음악, 기분 좋은 탭댄스, 출연자가 객석에서 노래하고 춤추는 장면 등으로 구성된 오락 작품이다.
1937년에 영국 런던에서 초연되어 『마이 페어 레이디』의 남성판이라고 일컬어진다(하지만 결국 마지막에는 빌과 샐리 모두 각자 훌륭한 신사숙녀가 되므로 남녀 공동이다). 참고로 이름만 나오지만 「마이 페어 레이디」의 주인공이라고 할 수 있는 「비긴스 교수」가 샐리를 레이디로 만들었다는 설정이다.코미디언인 루피노 레인의 이미지에 맞춰 쓰여진 것으로 초연당시에는 루피노 본인이 주인공 빌을 연기했다. 루피노의 몸 연기가 호평을 받아 롱런하는 공연이 되었다. 루피노는 1937년의 초연을 시작으로 1941년, 1945년, 1949년과 재연버전에서도 빌 역할을 맡았다.
1985년 리바이벌 상연에서는 로버트 린제이가 빌 역을 맡았고 1986년에는 미국 뉴욕의 브로드웨이에도 상륙하였다.